# Aleksandr Tsarev
Aleksandr Tsarev (en russe : Александр Царев) est un joueur russe de volley-ball né en 1982. Il mesure 1,85 m et joue libero.

## Clubs
| Club         | De        | À         |
| ------------ | --------- | --------- |
| CSKA Moscou  | 2001-2002 | 2005-2006 |
| Alrosa Perm  | 2006-2007 | 2007-2008 |
| MGTU Moscou  | 2008-2009 | 2011-2012 |
| Prikame Perm | 2012-2013 | ...       |

## Palmarès
Néant.